# マチカネフクキタル
マチカネフクキタル（欧字名:Matikanefukukitaru、1994年5月22日 - 2020年7月31日）は、日本の競走馬、種牡馬。主な勝ち鞍は、1997年の菊花賞（GI）、神戸新聞杯（GII）、京都新聞杯（GII）。

## 経歴

### 誕生までの経緯
母・アテナトウショウは、父にトウショウボーイ、母系に名牝シラオキを持つという良血で、13戦2勝の戦績ながら1984年のクイーンカップ（GIII）で3着に入るなどの実績もあった。引退後は藤正牧場（1988年よりトウショウ牧場に改称）で繁殖入りする予定だったが、その馬格と血統に惚れ込んだ本巣信平に購入され本巣牧場（1989年より信成牧場に改称）で繁殖牝馬となった。
アテナトウショウの初年度産駒はノーザンディクテイターを配合したアサクサキャノンだった。アサクサキャノンは1990年のセントライト記念（GII）でホワイトストーンに次ぐ2着となり菊花賞（GI）の優先出走権を獲得するなどの活躍を見せたが、故障により菊花賞には出走できず、その後に2戦するもいずれも大敗し引退してしまった。
1991年には、スピードに定評のあるクリスタルグリッターズを配合した牡馬が誕生した。本馬の全兄にあたるこの仔馬は、この年のクリスタルグリッターズ産駒の中でも五指に入ると言われ、調教師や馬主からの問い合わせが殺到するほどであった。しかし当歳の秋に頚椎に異常をきたし、2か月間の治療の甲斐もなく最終的に安楽死処分となった。本巣はこの馬を忘れることができなかったという。
再度アテナトウショウにクリスタルグリッターズを配合し、1994年5月22日に誕生したのがマチカネフクキタルである。馬っぷりは兄に劣ったものの健康で順調に成長し、1995年7月の2歳馬特別市場にて細川益男に1610万円で落札された。公募により「マチカネフクキタル」と命名され、栗東の二分久男厩舎に入厩した。

### 3歳 - 4歳春
入厩当初は、頭を高くして走る、ハミを取らないなど気性の難しい馬だったという。そんな中で迎えたデビュー戦は、1996年11月30日の阪神競馬場の新馬戦（ダート1200メートル）で鞍上は藤田伸二だった。単勝オッズ2.8倍の2番人気に推されて出走したものの、気性難により第3コーナーで逸走。最後に追い込むも1番人気のキョウエイマーチが大差で勝利し、3着に敗れた。続く、折り返しの新馬戦でも外にふくれながらのレースとなり4着に敗れた。
このあと裂蹄を発症したため3ヶ月間の休養に入る。4歳になり、1997年3月の阪神競馬場の未勝利戦で初勝利。その後、ムーニーバレーレーシングクラブ賞（500万円以下）を勝利すると、東京優駿（日本ダービー）（GI）のトライアル競走であるプリンシパルステークス（OP）に出走。このレースでサイレンススズカに次ぐ2着となり、優先出走権を獲得した。
東京優駿では第3コーナーから仕掛けるも、逃げの手に出たサニーブライアンから0.5秒差の7着となった。早めの仕掛けが仇となった結果を受け、調教師の二分久男は「やっぱりクリスタルグリッターズの仔だなあと思いました。（ステイヤータイプではないので）一瞬の脚は速いんだけど、止まっちゃうんですよね」と語り、「脚の使いどころ」が肝要になるとの見解を示した。ダービーの後、鞍上に武豊を迎え福島競馬場のさくらんぼステークス（900万円以下）に出走。単勝1.4倍の1番人気に応えて勝利し休養に入った。

### 4歳秋 - 菊花賞前
休養後は、菊花賞のトライアル競走である神戸新聞杯（GII）から始動。武豊がサクラローレルのヨーロッパ遠征に向かったため、鞍上は南井克巳に乗り替わった。レースは、スタートから1番人気に推されたサイレンススズカが逃げる中、マチカネフクキタルは最終コーナーに至っても最後方という位置取りだった。直線に入ってからもサイレンススズカの足色は衰えず逃げ切り濃厚と思われた矢先、マチカネフクキタルは馬場の一番外から桁外れの脚を繰り出し、10馬身以上の差を引っくり返して1 1/4馬身差で勝利した。サイレンススズカはゴール前でスピードダウンしており、鞍上の上村洋行の油断もあったとされるが、それを差し引いても驚異的な末脚だった。重賞初勝利となり、菊花賞の優先出走権も獲得した。南井は「まさかサイレンススズカを捕らえるとはね。ほんと、凄い"脚"だった」と振り返った。血統から長距離は向いていないと思われており、天皇賞（秋）など中距離路線に進むプランもあったが、この走りを見た陣営は菊花賞への出走を決定した。
続いて、同じく菊花賞トライアル競走である京都新聞杯（GII）に馬体を10キログラム増やし出走した。皐月賞（GI）と東京優駿で1番人気に推されたメジロブライトがいる中、神戸新聞杯での走りを評価され1番人気に推された。最初の第1コーナーで進路がカットされる不利があり中団に位置することとなったが、最後の直線で内に進路をとって伸び、外から追い込む3番人気のパルスビート、大外から追い込む2番人気のメジロブライトを振り切って勝利した。

### 菊花賞
菊花賞トライアル競走を2連勝し、2度の優先出走権を獲得したマチカネフクキタルは本来であれば菊花賞の大本命になるはずだった。ところが、本番の菊花賞では単勝オッズ5.0倍の3番人気となっていた。これは、父のクリスタルグリッターズが短中距離馬と考えられていたことと、母の父が菊花賞3着に敗れたトウショウボーイという血統背景から長距離戦には向かないとの見方が強かったためであった。2.7倍の1番人気に支持されたのは京都大賞典（GII）を勝利したシルクジャスティスだった。シルクジャスティスは神戸新聞杯の8着敗退ののち、古馬相手の京都大賞典に出走。優駿牝馬（GI）とエリザベス女王杯（GI）を制したダンスパートナーをクビ差で捕らえて勝利し、立て直しに成功していた。3.8倍の2番人気には、京都新聞杯で下したメジロブライトが支持された。
レースはスタートと同時に14番人気のテイエムトップダンが逃げ、マチカネフクキタルは3番手に、シルクジャスティスとメジロブライトは1馬身ほど出遅れて後方に位置した。道中は1000メートルの通過が61秒8、2000メートルの通過が2分8秒0と完全なスローペースとなったが、マチカネフクキタルは折り合いがつき4～5番手でスムーズにレースを展開した。第3コーナー付近でメジロブライトが大外に持ち出し中団まで位置を上げたが、マチカネフクキタルはインコースで自分のペースを刻み続けた。一方シルクジャスティスは不利を受け、後方でスパートするタイミングを探していた。テイエムトップダンが先頭のまま最後の直線に入り、位置を上げたメジロブライトの後ろにマチカネフクキタルがいた。一時メジロブライトが先頭となったが、内からマチカネフクキタルが馬群を割って抜け出しを図る。最後は1頭だけ抜けた勢いで後続を1馬身突き離し、先頭でゴール板を通過した。
この勝利により、細川は馬主を始めてから31年目にして初めてGIおよびクラシックを制覇した。生産牧場である信成牧場にとっても初めてのGI制覇となった。本巣は菊花賞を断念したアサクサキャノンや病死した1991年産の全兄のことが脳裏をよぎったといい、「フクキタルが兄の分まで頑張ってくれたような気がしています」と語っている。

### 5歳以降

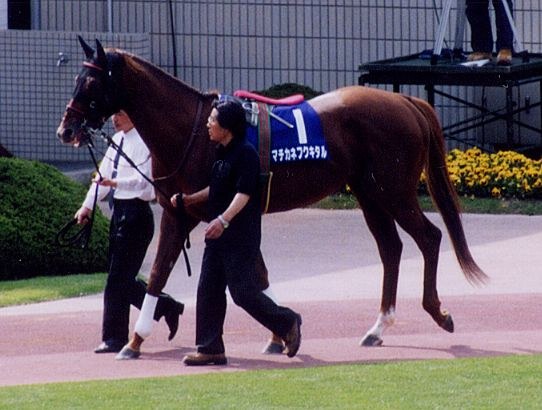
1999年天皇賞・春出走時

古馬になってからは一転して、裂蹄や球節炎など蹄の病気に悩まされ、順調にレースが行えなくなり、勝利することができなかった。
5歳ではすべて着外に沈み、6歳時には京都記念（GII）2着、産経大阪杯（GII）2着が最高であった。そして、7歳時に金鯱賞（GII）10着を経て出走した2000年の宝塚記念（GI）8着となった後、調教中に右前浅屈腱炎を発症し引退。細川自身が個人所有するという形で種牡馬となった。

## 競走成績
以下の内容は、netkeiba.comの情報に基づく。
| 競走日     | 競馬場 | 競走名             | 格  | 距離（馬場）  | 頭 数 | 枠 番 | 馬 番 | オッズ （人気） | 着順 | タイム （上がり3F） | 着差 | 騎手      | 斤量 [kg] | 1着馬（2着馬）         | 馬体重 [kg] |
| ---------- | ------ | ------------------ | --- | ------------- | ----- | ----- | ----- | --------------- | ---- | ------------------- | ---- | --------- | --------- | ---------------------- | ----------- |
| 1996.11.30 | 阪神   | 3歳新馬            |     | ダ1200m（良） | 13    | 8     | 12    | 002.80（2人）   | 03着 | R1:15.1（39.0）     | -1.7 | 0藤田伸二 | 54        | キョウエイマーチ       | 496         |
| 0000.12.21 | 阪神   | 3歳新馬            |     | 芝1600m（良） | 16    | 7     | 14    | 016.70（5人）   | 04着 | R1:37.3（36.9）     | -0.4 | 0藤田伸二 | 54        | オースミジャイアン     | 494         |
| 1997.03.15 | 阪神   | 4歳未勝利          |     | ダ1800m（不） | 8     | 4     | 4     | 002.30（1人）   | 01着 | R1:53.3（37.8）     | -0.9 | 0上村洋行 | 55        | （テンザングラマー）   | 512         |
| 0000.04.06 | 阪神   | 君子蘭賞           | 5下 | 芝1600m（不） | 16    | 4     | 8     | 005.70（3人）   | 02着 | R1:38.0（37.8）     | -0.2 | 0上村洋行 | 55        | プレミアムサンダー     | 500         |
| 0000.04.19 | 京都   | ムーニーバレーRC賞 | 5下 | 芝1800m（良） | 14    | 6     | 10    | 002.20（1人）   | 01着 | R1:46.4（35.1）     | -0.4 | 0上村洋行 | 55        | （テイエムトッキュー） | 500         |
| 0000.05.10 | 東京   | プリンシパルS      | OP  | 芝2200m（良） | 16    | 6     | 12    | 023.30（6人）   | 02着 | R2:13.4（34.5）     | -0.0 | 0柴田善臣 | 56        | サイレンススズカ       | 500         |
| 0000.06.01 | 東京   | 東京優駿           | GI  | 芝2400m（良） | 17    | 7     | 14    | 040.0（11人）   | 07着 | R2.26.4（35.2）     | -0.5 | 0柴田善臣 | 57        | サニーブライアン       | 498         |
| 0000.07.05 | 福島   | さくらんぼS        | 9下 | 芝1700m（良） | 11    | 6     | 6     | 001.40（1人）   | 01着 | R1:41.8（35.0）     | -0.5 | 0武豊     | 57        | （シャコーテスコ）     | 502         |
| 0000.09.14 | 阪神   | 神戸新聞杯         | GII | 芝2000m（良） | 11    | 4     | 4     | 002.90（2人）   | 01着 | R2:00.0（35.2）     | -0.2 | 0南井克巳 | 56        | （サイレンススズカ）   | 500         |
| 0000.10.12 | 京都   | 京都新聞杯         | GII | 芝2200m（良） | 12    | 1     | 1     | 002.80（1人）   | 01着 | R2:13.1（34.2）     | -0.1 | 0南井克巳 | 57        | （パルスビート）       | 510         |
| 0000.11.02 | 京都   | 菊花賞             | GI  | 芝3000m（良） | 18    | 2     | 4     | 005.00（3人）   | 01着 | R3:07.7（33.9）     | -0.2 | 0南井克巳 | 57        | （ダイワオーシュウ）   | 512         |
| 1998.05.30 | 中京   | 金鯱賞             | GII | 芝2000m（良） | 9     | 8     | 9     | 004.20（2人）   | 06着 | R2:00.5（37.0）     | -2.7 | 0南井克巳 | 59        | サイレンススズカ       | 510         |
| 0000.06.21 | 阪神   | 鳴尾記念           | GII | 芝2000m（不） | 14    | 8     | 14    | 008.70（4人）   | 08着 | R2:05.1（38.3）     | -1.5 | 0南井克巳 | 59        | サンライズフラッグ     | 502         |
| 0000.12.27 | 中山   | 有馬記念           | GI  | 芝2500m（良） | 16    | 1     | 1     | 016.90（5人）   | 13着 | R2:34.3（37.0）     | -2.2 | 0岡部幸雄 | 57        | グラスワンダー         | 520         |
| 1999.02.14 | 京都   | 京都記念           | GII | 芝2200m（良） | 10    | 7     | 8     | 005.50（4人）   | 02着 | R2:15.6（35.4）     | -0.4 | 0武豊     | 58        | エモシオン             | 532         |
| 0000.03.07 | 阪神   | マイラーズC        | GII | 芝1600m（稍） | 14    | 7     | 11    | 004.30（1人）   | 11着 | R1:38.1（38.6）     | -2.5 | 0武幸四郎 | 58        | エガオヲミセテ         | 524         |
| 0000.04.04 | 阪神   | 産経大阪杯         | GII | 芝2000m（良） | 11    | 5     | 6     | 004.10（2人）   | 02着 | R2:00.0（35.6）     | -0.1 | 0佐藤哲三 | 59        | サイレントハンター     | 516         |
| 0000.05.02 | 京都   | 天皇賞（春）       | GI  | 芝3200m（良） | 12    | 1     | 1     | 013.80（4人）   | 07着 | R3:16.8（35.1）     | -1.5 | 0佐藤哲三 | 58        | スペシャルウィーク     | 512         |
| 0000.07.11 | 阪神   | 宝塚記念           | GI  | 芝2200m（良） | 12    | 6     | 7     | 034.60（8人）   | 05着 | R2:14.0（36.6）     | -1.9 | 0佐藤哲三 | 58        | グラスワンダー         | 506         |
| 0000.08.22 | 札幌   | 札幌記念           | GII | 芝2000m（良） | 10    | 1     | 1     | 016.70（5人）   | 07着 | R2:01.4（36.9）     | -1.3 | 0藤田伸二 | 58        | セイウンスカイ         | 504         |
| 2000.05.27 | 中京   | 金鯱賞             | GII | 芝2000m（稍） | 11    | 7     | 9     | 060.80（8人）   | 10着 | R2:00.5（36.3）     | -2.0 | 0四位洋文 | 59        | メイショウドトウ       | 522         |
| 0000.06.25 | 阪神   | 宝塚記念           | GI  | 芝2200m（良） | 11    | 5     | 5     | 120.7（10人）   | 08着 | R2:15.6（37.3）     | -1.8 | 0幸英明   | 58        | テイエムオペラオー     | 510         |

## 引退後

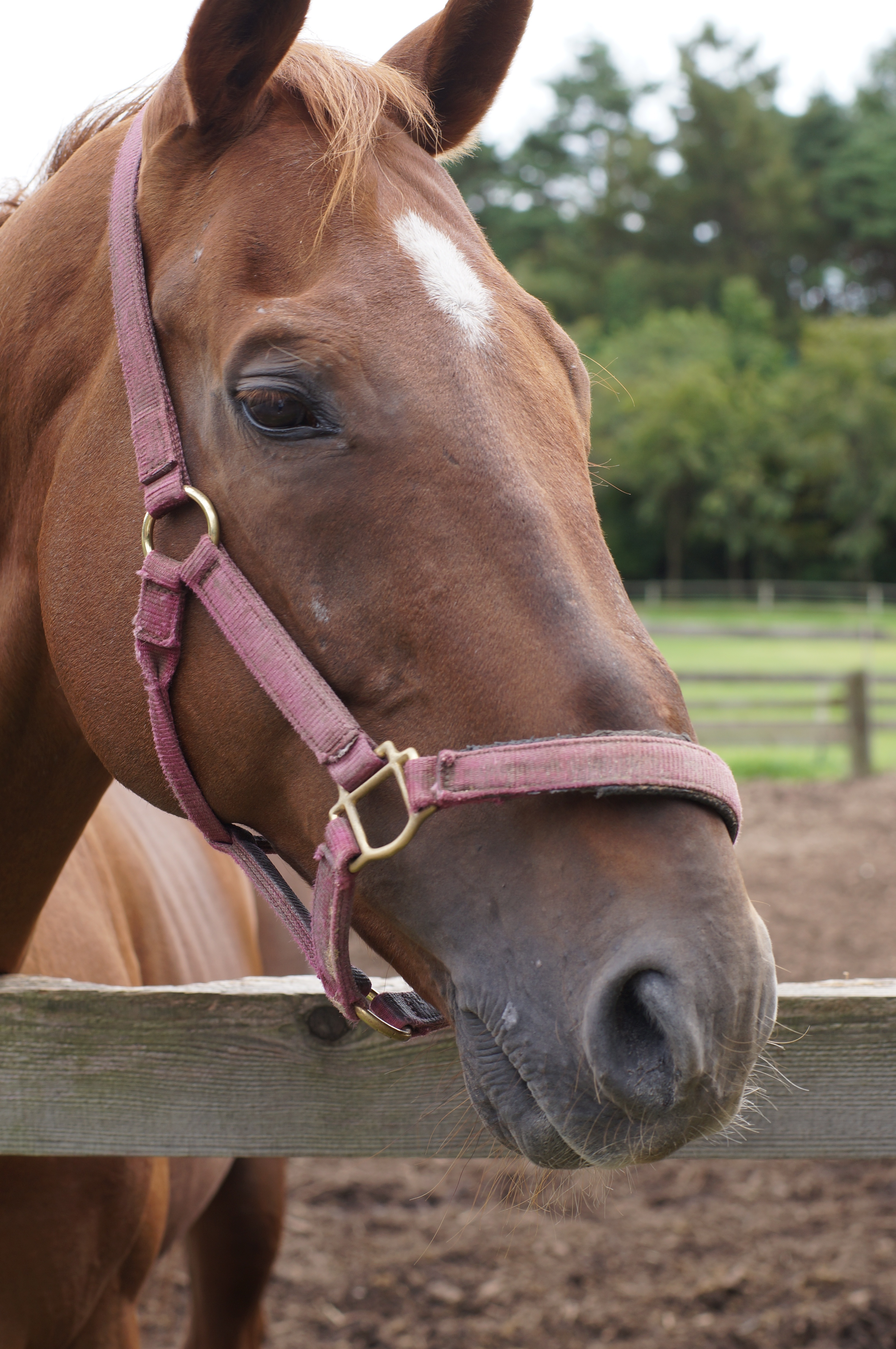
小須田牧場にて（2012年）

父を同じくするアブクマポーロが2005年に種牡馬を引退したこともあり、日本国内では稀少なクリスタルグリッターズの後継種牡馬だった。しかし実績を持つ活躍馬は中山グランドジャンプ（J・GI）2着馬のリワードプレザンくらいであり、平地では目立った成績を残した産駒は出なかった。2004年以降は種付け頭数が2頭以下という状態が続き、2008年以降は産駒が生まれなかった。その結果、2010年の種付けシーズン途中で種牡馬を引退した。
種牡馬引退後は山梨県北杜市の小須田牧場（現 株式会社ホースブリッジ）で余生を過ごした。年間100～200人ほどのファンが訪れ、甲府駅前のイベント やウインズ石和での撮影会にも登場するなど親しまれたが、2020年7月31日に死亡した。

## 主な産駒
- 2003年産
  - リワードプレザン（2007年 中山新春ジャンプステークス、中山グランドジャンプ（J･GI）2着）

## 母父としての主な産駒
- 2013年産
  - モズキンボシ（2016年 梅桜賞）

## 特徴・評価

### 知能・精神面に関する特徴および評価
牧場関係者からは、賢い馬だったと評する声がある。
- 母のアテナトウショウは気性が激しく、子育てを苦手としており、子馬をかじったり蹴ったりして傷だらけにしてしまうことがあった。しかし、マチカネフクキタルは、母と一緒に居るときは蹴られないようにぴったりと寄り添い、母の不機嫌を察すると早々に子馬用の部屋に避難するなど、上手に立ち回っていた。生産者の本巣も「今度の子っこは賢いな」と感心したという[12]。
- 引退後に繋養されていた小須田牧場では、牧場に来た人に頭を触らせたり、差し出されたニンジンを食べたりと、現役時代の気性の激しさが抜け、穏やかなところを見せていた。牧場の代表である小須田牧も「ファンサービスに精を出す、賢く優しい馬だった」と回想している[35]。

### 競走能力に関する特徴および評価
- 安静時の心拍数が一般的な競走馬より少なかったため、心肺機能の高さに期待が持たれていた[15]。安静時の心拍数が少ないということは、一度の拍動で多くの血液を全身に送れる高性能な心臓を持っているということである[40]。通常の競走馬の心拍数が毎分30拍以上であるのに対し、マチカネフクキタルの心拍数は毎分28～30拍だったという[15][注釈 1]。
- 調教師の森秀行は本馬を「奇をてらうわけではなく、夏から菊花賞までの勝ちっぷりは圧倒的」と評し、20世紀の最強馬に挙げている[42]。

### 競走馬名について
- 命名の公募は本来予定されていなかったという。細川が経済系新聞社からの取材を受けた際に「所有馬の頭数が多くて命名に苦労している」と打ち明けたところ、記者から公募での馬名募集を提案された。その場では「それもいいかな」と冗談で答えただけであったが、後日「馬名を公募することに決定した」との新聞記事が掲載されてしまい、本当に公募を行う事態となった。結果8999件の応募が集まり、細川は審査委員会を設置して自らも選定に参加した。本馬については5通の応募のあった「フクキタル」が採用された[14][注釈 2]。なお冠名の「マチカネ」は、細川が青春時代を過ごした大阪大学（旧制浪速高等学校）があった豊中市の待兼山に由来している[31]。
- 英字標記は「Matikanefukukitaru」である。通例であれば「Machikane Fukukitaru」となるが、その場合スペースを含めて20文字となるため、競馬と生産及び賭事に関する国際協約（通称：パリ協約）にて定められた「途中のスペースを含めて18文字以内」という馬名の英字標記ルールを2文字超過してしまう。その為、「チ」の「chi」を「ti」に変え、更にスペースを詰めて登録された。
- 同じく細川の所有した競走馬の同期にマチカネワラウカドがいる。「笑う門には福来たる」でセットで語られることも多い両馬だが、ワラウカドの方はダート路線で活躍し、6歳時に東海菊花賞（当時統一GII）を勝っており、揃って「菊花賞馬」になっている。

## 血統表
| マチカネフクキタルの血統                              | マチカネフクキタルの血統         | マチカネフクキタルの血統               | （血統表の出典）             | （血統表の出典）      |
| 父系                                                  | ブラッシンググルーム系           | ブラッシンググルーム系                 | ブラッシンググルーム系       | [ § 2 ]               |
| 父 *クリスタルグリッターズ Crystal Glitters 1980 鹿毛 | 父の父Blushing Groom 1974 栗毛   | Red God                                | Nasrullah                    | Nasrullah             |
| 父 *クリスタルグリッターズ Crystal Glitters 1980 鹿毛 | 父の父Blushing Groom 1974 栗毛   | Red God                                | Spring Run                   |                       |
| 父 *クリスタルグリッターズ Crystal Glitters 1980 鹿毛 | 父の父Blushing Groom 1974 栗毛   | Runaway Bride                          | Wild Risk                    | Wild Risk             |
| 父 *クリスタルグリッターズ Crystal Glitters 1980 鹿毛 | 父の父Blushing Groom 1974 栗毛   | Runaway Bride                          | Aimee                        |                       |
| 父 *クリスタルグリッターズ Crystal Glitters 1980 鹿毛 | 父の母Tales to Tell 1967 鹿毛    | Donut King                             | Determine                    | Determine             |
| 父 *クリスタルグリッターズ Crystal Glitters 1980 鹿毛 | 父の母Tales to Tell 1967 鹿毛    | Donut King                             | Stayed                       |                       |
| 父 *クリスタルグリッターズ Crystal Glitters 1980 鹿毛 | 父の母Tales to Tell 1967 鹿毛    | Fleeting Doll                          | Fleet Nasrullah              | Fleet Nasrullah       |
| 父 *クリスタルグリッターズ Crystal Glitters 1980 鹿毛 | 父の母Tales to Tell 1967 鹿毛    | Fleeting Doll                          | Chinese Doll                 |                       |
| 母 アテナトウショウ 1981 栗毛                         | 母の父トウショウボーイ 1973 鹿毛 | *テスコボーイ Tesco Boy                | Princely Gift                | Princely Gift         |
| 母 アテナトウショウ 1981 栗毛                         | 母の父トウショウボーイ 1973 鹿毛 | *テスコボーイ Tesco Boy                | Suncourt                     |                       |
| 母 アテナトウショウ 1981 栗毛                         | 母の父トウショウボーイ 1973 鹿毛 | *ソシアルバターフライ Social Butterfly | Your Host                    | Your Host             |
| 母 アテナトウショウ 1981 栗毛                         | 母の父トウショウボーイ 1973 鹿毛 | *ソシアルバターフライ Social Butterfly | Wisteria                     |                       |
| 母 アテナトウショウ 1981 栗毛                         | 母の母グレイトウショウ 1974 芦毛 | *シルバーシャーク Silver Shark         | Buisson Ardent               | Buisson Ardent        |
| 母 アテナトウショウ 1981 栗毛                         | 母の母グレイトウショウ 1974 芦毛 | *シルバーシャーク Silver Shark         | Palsaka                      |                       |
| 母 アテナトウショウ 1981 栗毛                         | 母の母グレイトウショウ 1974 芦毛 | ローズトウショウ                       | *テューダーペリオッド        | *テューダーペリオッド |
| 母 アテナトウショウ 1981 栗毛                         | 母の母グレイトウショウ 1974 芦毛 | ローズトウショウ                       | ワカシラオキ                 |                       |
| 母系(F-No.)                                           | シラオキ系(FN:3-l)               | シラオキ系(FN:3-l)                     | シラオキ系(FN:3-l)           | [ § 3 ]               |
| 5代内の近親交配                                       | Nasrullah 4･5×5、Alibhai 5×5     | Nasrullah 4･5×5、Alibhai 5×5           | Nasrullah 4･5×5、Alibhai 5×5 | [ § 4 ]               |
| 出典                                                  | 1. 2. 3. 4.                      | 1. 2. 3. 4.                            | 1. 2. 3. 4.                  | 1. 2. 3. 4.           |

- 牝系は「シラオキ系（フロリースカップ系）」と呼ばれる、日本国内における名門の血統である[4]。